# Федин, Николай Севастьянович
Никола́й Севастья́нович Фе́дин — советский инженер, конструктор металлорежущих станков, лауреат Сталинской премии третьей степени (1947).

## Биография
Николай Федин родился в 1880-х годах. Он получил инженерное образование.
С молодых лет работал на заводе братьев Бромлей (с 1922 года это советский завод «Красный пролетарий»).
В 1940-х годах разработал токарные патроны с механическим зажимом для универсальных токарных станков ДИП-200 и 1К62. Благодаря особому расположению архимедовой спирали кулачки никогда не «держали задом», как в универсальных патронах, а всегда зажимали деталь всей плоскостью. Такой патрон практически не засорялся стружкой, тогда как обычно именно из-за засорения стружкой патроны быстро выходят из строя. Кроме того, для зажима кулачков использовалась коробка привода станка, а не ручное усилие. «Патрон Федина» экспонировался на ВДНХ и был удостоен серебряной медали.
В 1947 году Сталинской премией была отмечена разработка группы инженеров Московского завода «Красный пролетарий» Г. А. Сургучёва, Э. А. Анненберга, Б. Г. Каца, В. Т. Левшунова и Н. С. Федина, которые спроектировали и внедрили серию станков для токарной обработки вагонных осей. Эти станки были полностью автоматизированы, просты и удобны в обслуживании, снижали потребность в рабочем персонале в четыре раза.

## Награды
- Сталинская премия третьей степени (1947) — за разработку конструкции и освоение в производстве серии станков для токарной обработки вагонных осей
- Медаль «За доблестный труд в Великой Отечественной войне 1941—1945 гг.»
- Большая серебряная медаль ВДНХ[1]